# Poticuara ipiterpe
Poticuara ipiterpe är en skalbaggsart som beskrevs av Martins och Maria Helena M. Galileo 1991. Poticuara ipiterpe ingår i släktet Poticuara och familjen långhorningar. Inga underarter finns listade i Catalogue of Life.